# Otterfischerei

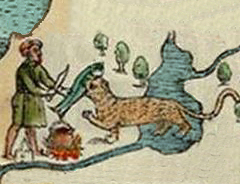
Ein Otter apportiert einen Fisch. Ausschnitt aus der Carta Marina des Olaus Magnus von 1539.

Die Otterfischerei ist der traditionelle Fang von Fischen mit Hilfe von zahmen und dressierten Ottern. Diese Fischfangmethode wurde seit dem 6. Jahrhundert in verschiedenen Teilen der Welt entwickelt und wird heute noch in geringem Umfang in Bangladesch praktiziert, wobei zwei bis vier an der Leine geführte Otter die Fische in das Netz des Fischers treiben.

## Geschichte und geographische Besonderheiten
Die Otterfischerei war früher in verschiedenen Gebieten auf mehreren Kontinenten üblich, einschließlich Mitteleuropa, Nordafrika, Großbritannien, Skandinavien, Südasien, Südostasien und China.

### China
Im antiken China trug der Otter Lederriemen um seinen Körper, die über eine Eisenkette mit dem Boot des Fischers oder mit einer Bambusstange verbunden waren. Der Fischer warf sein kreisförmiges Netz mit Gewichten am Umfang aus. Während des Einholens des Netzes war es die Aufgabe des Otters, Fische aus ihren Verstecken aufzustöbern und ins Netz zu treiben. Bei einem guten Fang gab es eine Belohnung für den Otter.
Die frühesten schriftlichen Nachweise stammen aus der chinesischen Jangtsekiang-Region während der Tang-Dynastie (618–907). In Indien wurde die Otterfischerei am Indus und Ganges betrieben, in Bengalen und Südindien entlang der Koromandelküste. Marco Polo berichtete im 13. Jahrhundert über das Otterfischen.

### Europa
In Europa wurde das Otterfischen ab dem 16. Jahrhundert eingesetzt, in Skandinavien zum Beispiel für den Forellenfang. Olaus Magnus (* 1490; † 1557), der Erzbischof von Uppsala publizierte 1555 in seinem Buch De Gentibus Septentrionalinus (Geschichte der nordischen Völker) eine Skizze mit einem Otterfischer. Eines der Motive in seiner 1539 publizierten Karte von Skandinavien Carta marina zeigt einen Otter, der für den Fischer einen Fisch gefangen hat, während dieser bereits mit einem Messer in der Hand am Kochtopf auf dem Feuer steht. Olaus Magnus beschreibt, dass der Otter den Fisch oft für den Fischer fängt, aber das Gelernte von Zeit zu Zeit vergisst und den Fisch selber frisst.
Otterfischen war auch in England, Schottland, Deutschland und Polen bekannt. Es wurde 1480 erstmals schriftlich erwähnt, und 1653 wurde die Methode, Otter zum Fischfang zu dressieren, von Izaak Walton beschrieben. Izaak Walton beschrieb 1653, wie drei 3–4 Monate alte Jungtiere gezähmt und trainiert wurden. Die Otter trugen einen Maulkorb, damit sie keinen Fisch fressen konnten, und wurden von den Fischern an Leinen geführt, um die in einem Teich lebenden Fische in ein Netz zu treiben. Eine andere Methode war, die Netze zuerst zu versenken und dann die Fische mit den Ottern in die Netze zu treiben, wonach die Netze mit den Ottern und dem Fang geborgen wurden. Britische Sportfischer, die in Britisch-Indien dienten, haben von dort gelegentlich dressierte Otter nach England gebracht.

### Amerika
Es gibt auch aus Mittel- und Südamerika Berichte über das Otterfischen. Die Schöpfungsgeschichte des Volkes Maxacali in Brasilien nimmt darauf Bezug, weil dort dem Otter die drei größten der von ihm gefangenen Fische zum Fraß gegeben werden sollten. Fischer aus Guyana verfolgten eine andere Taktik, indem sie beobachteten, wo ein wilder Otter seinen Fang ans Land brachte, und diesen später selbst verspeisten.

### Bangladesch

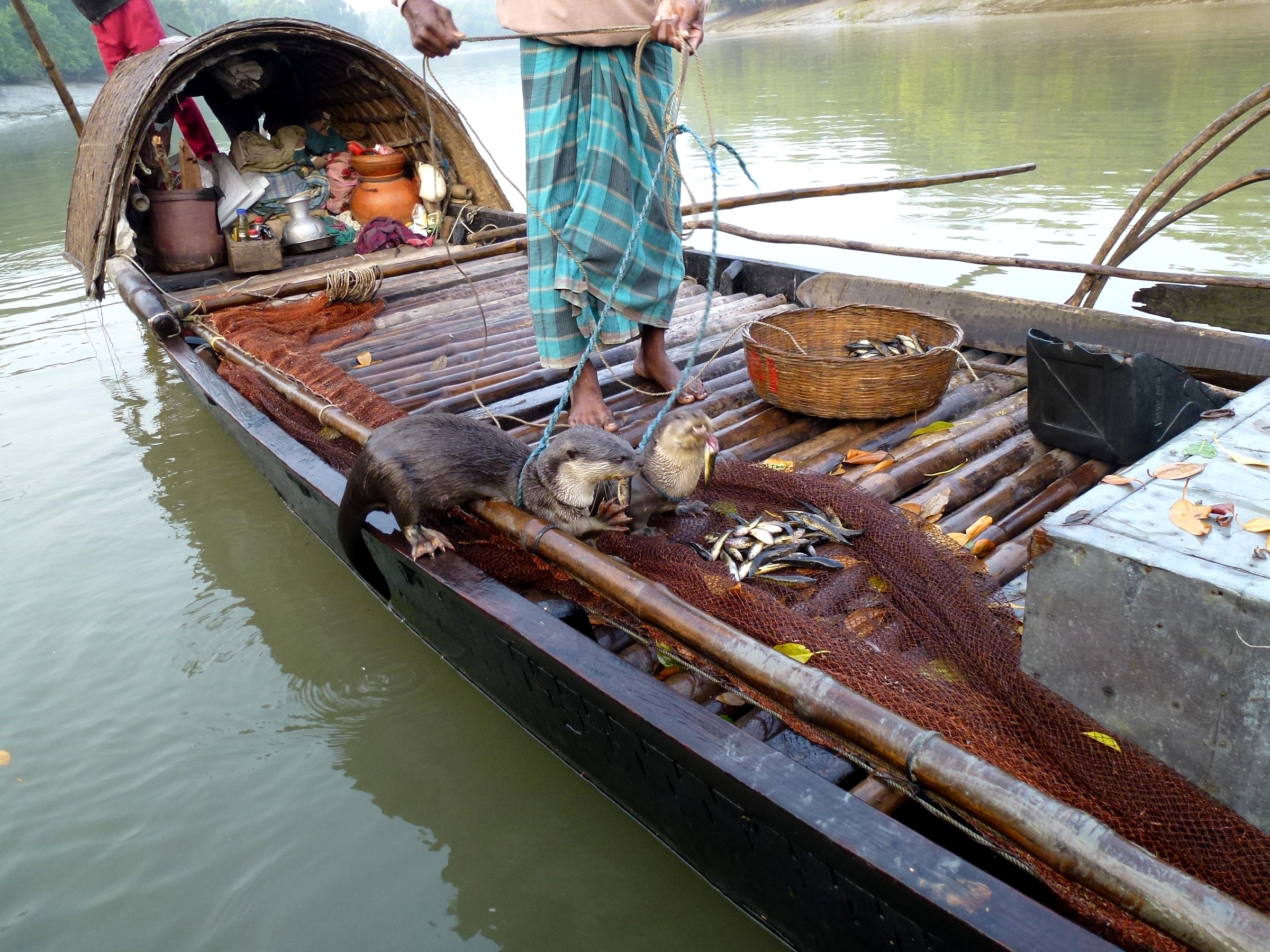
Otterfischerei, Bangladesch

Im südlichen Bangladesch wird die Otterfischerei noch in den Distrikten Narail und Khulna sowie in den Sundarbans durchgeführt. Früher wurden Lutra lutra und Lutrogale perspicillata für die Otterfischerei genutzt, aber heute nur noch letzterer. Die Otterfischerei findet vor allem nachts zwischen 21:00 und 5:00 Uhr statt. Pro Nacht werden pro Boot etwa 4–12 kg Fische, Krebse und Krabben gefangen. Feeroz et al. zählten 2011 eine Population von 176 gezähmten, in Gefangenschaft gehaltenen Ottern, von denen 138 in 46 Fischerteams arbeiteten. Der Mangel an Fisch, gesellschaftlicher Wandel und ökonomischere Formen des Fischfangs haben die Anzahl von Otterfischern drastisch reduziert.

## Arten
In Eurasien sind vor allem zwei Otterarten zum Otterfischen geeignet: In Europa und Nordafrika der Europäische Fischotter (Lutra lutra) und in Südasien und China der Indische Fischotter (Lutrogale perspicillata).